# Флетчер, Джаррод
Джа́ррод Фле́тчер (англ. Jarrod Fletcher; род. 20 октября 1983, Моэ) — австралийский боксёр, представитель средней весовой категории. Выступал за национальную сборную Австралии по боксу в 2000-х годах, чемпион Игр Содружества в Мельбурне, победитель и призёр многих турниров международного значения, участник летних Олимпийских игр в Пекине. В период 2009—2014 годов боксировал также на профессиональном уровне, был претендентом на титул чемпиона мира по версии WBA.

## Биография
Джаррод Флетчер родился 20 октября 1983 года в городе Моэ штата Виктория, Австралия.
В детстве занимался одновременно боксом и футболом, играл в сборной штата Квинсленд, но в возрасте 15 лет решил сосредоточиться исключительно на боксе.

### Любительская карьера
Впервые заявил о себе в боксе в 1999 году, став чемпионом Австралии среди кадетов в категории до 51 кг. Год спустя повторил это достижение в категории до 54 кг.
В 2001 году вошёл в основной состав австралийской национальной сборной и выступил в лёгком весе на Восточноазиатских играх в Осаке.
В 2002 году в первом полусреднем весе одержал победу на чемпионате Австралии, выиграл серебряную медаль на чемпионате Океании в Таупо, дошёл до четвертьфинала на Играх Содружества в Манчестере. На турнире Четырёх наций во Франции победил американца Ламонта Питерсона, будущего чемпиона мира среди профессионалов.
На чемпионате Содружества 2003 года в Куала-Лумпуре был лучшим в зачёте полусредней весовой категории.
На чемпионате Австралии 2005 года стал серебряным призёром, также в этом сезоне выиграл серебряную медаль на Арафурских играх в Дарвине и выступил на чемпионате мира в Мяньяне, где в 1/8 финала среднего веса был остановлен россиянином Матвеем Коробовым.
В 2006 году был лучшим в зачёте австралийского национального первенства, а также победил на домашних Играх Содружества в Мельбурне.
Выиграв чемпионаты Океании 2007 и 2008 годов, удостоился права защищать честь страны на летних Олимпийских играх в Пекине. Уже в стартовом поединке категории до 75 кг со счётом 4:17 потерпел поражение от кубинца Эмилио Корреа и сразу же выбыл из борьбы за медали.

### Профессиональная карьера
Вскоре по окончании пекинской Олимпиады Флетчер покинул расположение австралийской сборной и в июне 2009 года успешно дебютировал на профессиональном уровне. Долгое время шёл без поражений, но выступал исключительно на домашних австралийских рингах, и уровень его оппозиции был не очень высоким. Владел титулом чемпиона Австралии в среднем весе и титулом чемпиона Паназиатской боксёрской ассоциации (PABA).
В сентябре 2012 года отправился в Великобританию и вышел на ринг против непобеждённого англичанина Билли Джо Сондерса (14-0), обладателя титула чемпиона Содружества — потерпел от него поражение техническим нокаутом во втором раунде.
Выиграв пять поединков в Австралии, затем в феврале 2014 года выступил в Монте-Карло — единогласным решением судей победил украинца Максима Бурсака (29-1-1) и тем самым завоевал вакантный титул интернационального чемпиона в среднем весе по версии Всемирной боксёрской ассоциации (WBA).
Имея в послужном списке 18 побед и только одно поражение, удостоился права оспорить вакантный титул чемпиона мира в среднем весе по версии WBA. В августе 2014 года в Барклайс-центре в Бруклине провёл чемпионский бой с другим претендентом, американцем Дэниелом Джейкобсом (27-1), но проиграл техническим нокаутом в пятом раунде.
Последний раз выступал на профессиональном уровне в декабре 2014 года, когда встретился с соотечественником Дэниелом Гилом (30-3) в бою за вакантный титул чемпиона PABA и титул временного чемпиона Азиатско-Тихоокеанского региона по версии Всемирной боксёрской организации (WBO). Противостояние между ними продлилось все отведённые 12 раундов, в итоге судьи единогласным решением отдали победу Гилу.